# Jonathan Rowe (Journalist)
Jonathan Abbot Rowe (* 19. Januar 1946; † 20. März 2011) war ein US-amerikanischer Journalist.

## Leben
Rowe beschäftigte sich vor allem mit Ökonomie und der Allmende (The Commons). Er gründete die Organisation On the Commons und die West Marin Commons. Im Oktober 1995 veröffentlichte er den Aufsehen erregenden Artikel If the GDP is Up, Why is America Down?. In den 1970er Jahren war er ein enger Mitarbeiter von Ralph Nader. Er war zuletzt Herausgeber der Washington Monthly und Autor des Christian Science Monitor.
Rowe schrieb unter anderem Beiträge für Harper’s, die Atlantic Monthly, den Reader’s Digest, Washington Post, Columbia Journalism Review, American Prospect, Adbusters, Washington Monthly und YES! Magazine.

## Schriften
- Tax Politics: How They Make You Pay and What You Can Do about It. ISBN 0-394-73092-5
- Time Dollars: The New Currency That Enables Americans to Turn Their Hidden Resource-Time-Into Personal Security and Community Renewal. ISBN 0-87857-985-0